# Futbol Club Barcelona 2025-2026
La presente voce raccoglie le informazioni riguardanti il Futbol Club Barcelona nelle competizioni ufficiali della stagione 2025-2026.

## Maglie e sponsor
Il fornitore tecnico per la stagione 2025-2026 è Nike, mentre il composit sponsor è Spotify. Altri sponsor sono Ambilight TV e UNHCR.
| Casa | Trasferta |  |

## Rosa
Rosa, numerazione e ruoli sono aggiornati al 9 agosto 2025. 
 In corsivo i calciatori ceduti durante la stagione
| N. |                        | Ruolo | Calciatore                       |
| -- | ---------------------- | ----- | -------------------------------- |
| 1  | Germania (bandiera)    | P     | Marc-André ter Stegen (capitano) |
| 3  | Spagna (bandiera)      | D     | Alejandro Balde                  |
| 4  | Uruguay (bandiera)     | D     | Ronald Araújo                    |
| 5  | Spagna (bandiera)      | D     | Pau Cubarsí                      |
| 6  | Spagna (bandiera)      | C     | Gavi                             |
| 7  | Spagna (bandiera)      | A     | Ferrán Torres                    |
| 8  | Spagna (bandiera)      | C     | Pedri                            |
| 9  | Polonia (bandiera)     | A     | Robert Lewandowski               |
| 10 | Spagna (bandiera)      | A     | Lamine Yamal                     |
| 11 | Brasile (bandiera)     | A     | Raphinha (vice-capitano)         |
| 13 | Spagna (bandiera)      | P     | Joan García                      |
| 14 | Inghilterra (bandiera) | A     | Marcus Rashford                  |
| 15 | Danimarca (bandiera)   | D     | Andreas Christensen              |
| 16 | Spagna (bandiera)      | C     | Fermín López                     |

| N. |                        | Ruolo | Calciatore        |
| -- | ---------------------- | ----- | ----------------- |
| 17 | Spagna (bandiera)      | C     | Marc Casadó       |
| 18 | Spagna (bandiera)      | C     | Oriol Romeu       |
| 20 | Spagna (bandiera)      | A     | Dani Olmo         |
| 21 | Paesi Bassi (bandiera) | C     | Frenkie de Jong   |
| 23 | Francia (bandiera)     | D     | Jules Koundé      |
| 24 | Spagna (bandiera)      | D     | Eric García       |
| 25 | Polonia (bandiera)     | P     | Wojciech Szczęsny |
| 26 | Spagna (bandiera)      | P     | Ander Astralaga   |
| 28 | Spagna (bandiera)      | C     | Marc Bernal       |
| 32 | Spagna (bandiera)      | D     | Héctor Fort       |
| 35 | Spagna (bandiera)      | D     | Gerard Martín     |
|    | Spagna (bandiera)      | P     | Iñaki Peña        |

## Calciomercato

### Sessione estiva
| Acquisti         | Acquisti        | Acquisti        | Acquisti                  |
| R.               | Nome            | da              | Modalità                  |
| ---------------- | --------------- | --------------- | ------------------------- |
| P                | Joan García     | Espanyol        | definitivo (25 milioni €) |
| A                | Marcus Rashford | Manchester Utd  | prestito                  |
| Altre operazioni |                 |                 |                           |
| R.               | Nome            | da              | Modalità                  |
| D                | Clément Lenglet | Atlético Madrid | fine prestito             |
| D                | Álex Valle      | Como            | fine prestito             |
| C                | Oriol Romeu     | Girona          | fine prestito             |

| Cessioni         | Cessioni        | Cessioni        | Cessioni                  |
| R.               | Nome            | a               | Modalità                  |
| ---------------- | --------------- | --------------- | ------------------------- |
| D                | Álex Valle      | Como            | definitivo (6 milioni €)  |
| C                | Pablo Torre     | Maiorca         | definitivo (5 milioni €)  |
| A                | Ansu Fati       | Monaco          | prestito                  |
| C                | Pau Víctor      | Braga           | definitivo (12 milioni €) |
| P                | Ander Astralaga | Granada         | prestito                  |
| A                | Iñigo Martínez  | Al-Nassr        | gratuito                  |
| D                | Clément Lenglet | Atlético Madrid | definitivo                |
| Altre operazioni |                 |                 |                           |
| R.               | Nome            | da              | Modalità                  |

### Sessione invernale
| Acquisti         | Acquisti         | Acquisti         | Acquisti         |
| R.               | Nome             | da               | Modalità         |
| Altre operazioni | Altre operazioni | Altre operazioni | Altre operazioni |
| R.               | Nome             | da               | Modalità         |
| ---------------- | ---------------- | ---------------- | ---------------- |

| Cessioni         | Cessioni         | Cessioni         | Cessioni         |
| R.               | Nome             | a                | Modalità         |
| Altre operazioni | Altre operazioni | Altre operazioni | Altre operazioni |
| R.               | Nome             | da               | Modalità         |
| ---------------- | ---------------- | ---------------- | ---------------- |

## Risultati

### Primera División

#### Girone di andata
| Arbitro: | Martínez Munuera |

|  |           |                                    |
|  | Marcatori | 7’ Raphinha 23’ Torres 90+4’ Yamal |

| Valencia 2ª giornata | Levante | – referto | Barcellona | Stadio Ciutat de València |

| Madrid 3ª giornata | Rayo Vallecano | – referto | Barcellona | Campo de Fútbol de Vallecas |

| Barcellona 4ª giornata | Barcellona | – referto | Valencia | Camp Nou |

| Barcellona 5ª giornata | Barcellona | – referto | Getafe | Camp Nou |

| Oviedo 6ª giornata | Real Oviedo | – referto | Barcellona | Stadio Carlos Tartiere |

| Barcellona 7ª giornata | Barcellona | – referto | Real Sociedad | Camp Nou |

| Siviglia 8ª giornata | Siviglia | – referto | Barcellona | Stadio Ramón Sánchez-Pizjuán |

| Barcellona 9ª giornata | Barcellona | – referto | Girona | Camp Nou |

| Madrid 10ª giornata | Real Madrid | – referto | Barcellona | Stadio Santiago Bernabéu |

| Barcellona 11ª giornata | Barcellona | – referto | Elche | Camp Nou |

| Vigo 12ª giornata | Celta Vigo | – referto | Barcellona | Abanca-Balaídos |

| Barcellona 13ª giornata | Barcellona | – referto | Athletic Bilbao | Camp Nou |

| Barcellona 14ª giornata | Barcellona | – referto | Alavés | Camp Nou |

| Siviglia 15ª giornata | Betis | – referto | Barcellona | Stadio Benito Villamarín |

| Barcellona 16ª giornata | Barcellona | – referto | Osasuna | Camp Nou |

| Vila-real 17ª giornata | Villarreal | – referto | Barcellona | Stadio della Ceramica |

| Cornellà de Llobregat 18ª giornata | Espanyol | – referto | Barcellona | RCDE Stadium |

| Barcellona 19ª giornata | Barcellona | – referto | Atlético Madrid | Camp Nou |

#### Girone di ritorno
| San Sebastián 20ª giornata | Real Sociedad | – referto | Barcellona | Reale Arena |

| Barcellona 21ª giornata | Barcellona | – referto | Real Oviedo | Camp Nou |

| Elche 22ª giornata | Elche | – referto | Barcellona | Stadio Manuel Martínez Valero |

| Barcellona 23ª giornata | Barcellona | – referto | Maiorca | Camp Nou |

| Gerona 24ª giornata | Girona | – referto | Barcellona | Stadio Montilivi |

| Barcellona 25ª giornata | Barcellona | – referto | Levante | Camp Nou |

| Barcellona 26ª giornata | Barcellona | – referto | Villarreal | Camp Nou |

| Bilbao 27ª giornata | Athletic Bilbao | – referto | Barcellona | San Mamés |

| Barcellona 28ª giornata | Barcellona | – referto | Siviglia | Camp Nou |

| Barcellona 29ª giornata | Barcellona | – referto | Rayo Vallecano | Camp Nou |

| Madrid 30ª giornata | Atlético Madrid | – referto | Barcellona | Stadio Metropolitano |

| Barcellona 31ª giornata | Barcellona | – referto | Espanyol | Camp Nou |

| Getafe 32ª giornata | Getafe | – referto | Barcellona | Coliseum Alfonso Pérez |

| Barcellona 33ª giornata | Barcellona | – referto | Celta Vigo | Camp Nou |

| Pamplona 34ª giornata | Osasuna | – referto | Barcellona | Stadio El Sadar |

| Barcellona 35ª giornata | Barcellona | – referto | Real Madrid | Camp Nou |

| Vitoria-Gasteiz 36ª giornata | Alavés | – referto | Barcellona | Mendizorrotza |

| Barcellona 37ª giornata | Barcellona | – referto | Betis | Camp Nou |

| Valencia 38ª giornata | Valencia | – referto | Barcellona | Mestalla |

## Statistiche

### Statistiche di squadra
| Competizione        | Punti | In casa | In casa | In casa | In casa | In casa | In casa | In trasferta | In trasferta | In trasferta | In trasferta | In trasferta | In trasferta | In campo neutro | In campo neutro | In campo neutro | In campo neutro | In campo neutro | In campo neutro | Totale | Totale | Totale | Totale | Totale | Totale | DR |
| Competizione        | Punti | G       | V       | N       | P       | Gf      | Gs      | G            | V            | N            | P            | Gf           | Gs           | G               | V               | N               | P               | Gf              | Gs              | G      | V      | N      | P      | Gf     | Gs     | DR |
| ------------------- | ----- | ------- | ------- | ------- | ------- | ------- | ------- | ------------ | ------------ | ------------ | ------------ | ------------ | ------------ | --------------- | --------------- | --------------- | --------------- | --------------- | --------------- | ------ | ------ | ------ | ------ | ------ | ------ | -- |
| Primera División    | 3     |         |         |         |         |         |         | 1            | 1            | 0            | 0            | 3            | 0            | -               | -               | -               | -               | -               | -               | 1      | 1      | 0      | 0      | 3      | 0      | +3 |
| Coppa del Re        | -     |         |         |         |         |         |         |              |              |              |              |              |              | -               | -               | -               | -               | -               | -               |        |        |        |        |        |        |    |
| Champions League    | -     |         |         |         |         |         |         |              |              |              |              |              |              | -               | -               | -               | -               | -               | -               |        |        |        |        |        |        |    |
| Supercopa de España | -     |         |         |         |         |         |         |              |              |              |              |              |              | -               | -               | -               | -               | -               | -               |        |        |        |        |        |        |    |
| Totale              | -     |         |         |         |         |         |         | 1            | 1            | 0            | 0            | 3            | 0            | -               | -               | -               | -               | -               | -               | 1      | 1      | 0      | 0      | 3      | 0      | +3 |

### Andamento in campionato
| Giornata  | 1 | 2 | 3 | 4 | 5 | 6 | 7 | 8 | 9 | 10 | 11 | 12 | 13 | 14 | 15 | 16 | 17 | 18 | 19 | 20 | 21 | 22 | 23 | 24 | 25 | 26 | 27 | 28 | 29 | 30 | 31 | 32 | 33 | 34 | 35 | 36 | 37 | 38 |
| --------- | - | - | - | - | - | - | - | - | - | -- | -- | -- | -- | -- | -- | -- | -- | -- | -- | -- | -- | -- | -- | -- | -- | -- | -- | -- | -- | -- | -- | -- | -- | -- | -- | -- | -- | -- |
| Luogo     | T | T | T | C | C | T | C | T | C | T  | C  | T  | C  | C  | T  | C  | T  | T  | C  | T  | C  | T  | C  | T  | C  | C  | T  | C  | C  | T  | C  | T  | C  | T  | C  | T  | C  | T  |
| Risultato | V |   |   |   |   |   |   |   |   |    |    |    |    |    |    |    |    |    |    |    |    |    |    |    |    |    |    |    |    |    |    |    |    |    |    |    |    |    |
| Posizione |   |   |   |   |   |   |   |   |   |    |    |    |    |    |    |    |    |    |    |    |    |    |    |    |    |    |    |    |    |    |    |    |    |    |    |    |    |    |

### Andamento in Champions League
| Giornata  | 1 | 2 | 3 | 4 | 5 | 6 | 7 | 8 |
| --------- | - | - | - | - | - | - | - | - |
| Luogo     |   |   |   |   |   |   |   |   |
| Risultato |   |   |   |   |   |   |   |   |
| Posizione |   |   |   |   |   |   |   |   |

Legenda:

Luogo: C = Casa; T = Trasferta. Risultato: V = Vittoria; N = Pareggio; P = Sconfitta.

### Statistiche dei giocatori
| Giocatore       | Liga     | Liga | Liga        | Liga       | Coppa del Re | Coppa del Re | Coppa del Re | Coppa del Re | Champions League | Champions League | Champions League | Champions League | Supercoppa di Spagna | Supercoppa di Spagna | Supercoppa di Spagna | Supercoppa di Spagna | Totale   | Totale | Totale      | Totale     |
| Giocatore       | Presenze | Reti | Ammonizioni | Espulsioni | Presenze     | Reti         | Ammonizioni  | Espulsioni   | Presenze         | Reti             | Ammonizioni      | Espulsioni       | Presenze             | Reti                 | Ammonizioni          | Espulsioni           | Presenze | Reti   | Ammonizioni | Espulsioni |
| --------------- | -------- | ---- | ----------- | ---------- | ------------ | ------------ | ------------ | ------------ | ---------------- | ---------------- | ---------------- | ---------------- | -------------------- | -------------------- | -------------------- | -------------------- | -------- | ------ | ----------- | ---------- |
| R. Araújo       | 1        | 0    | 0           | 0          | 0            | 0            | 0            | 0            | 0                | 0                | 0                | 0                | 0                    | 0                    | 0                    | 0                    | 1        | 0      | 0           | 0          |
| A. Balde        | 1        | 0    | 0           | 0          | 0            | 0            | 0            | 0            | 0                | 0                | 0                | 0                | 0                    | 0                    | 0                    | 0                    | 1        | 0      | 0           | 0          |
| M. Bernal       | 0        | 0    | 0           | 0          | 0            | 0            | 0            | 0            | 0                | 0                | 0                | 0                | 0                    | 0                    | 0                    | 0                    | 0        | 0      | 0           | 0          |
| M. Casadó       | 0        | 0    | 0           | 0          | 0            | 0            | 0            | 0            | 0                | 0                | 0                | 0                | 0                    | 0                    | 0                    | 0                    | 0        | 0      | 0           | 0          |
| A. Christensen  | 0        | 0    | 0           | 0          | 0            | 0            | 0            | 0            | 0                | 0                | 0                | 0                | 0                    | 0                    | 0                    | 0                    | 0        | 0      | 0           | 0          |
| P. Cubarsí      | 1        | 0    | 0           | 0          | 0            | 0            | 0            | 0            | 0                | 0                | 0                | 0                | 0                    | 0                    | 0                    | 0                    | 1        | 0      | 0           | 0          |
| F. de Jong      | 1        | 0    | 0           | 0          | 0            | 0            | 0            | 0            | 0                | 0                | 0                | 0                | 0                    | 0                    | 0                    | 0                    | 1        | 0      | 0           | 0          |
| H. Fort         | 0        | 0    | 0           | 0          | 0            | 0            | 0            | 0            | 0                | 0                | 0                | 0                | 0                    | 0                    | 0                    | 0                    | 0        | 0      | 0           | 0          |
| E. García       | 1        | 0    | 0           | 0          | 0            | 0            | 0            | 0            | 0                | 0                | 0                | 0                | 0                    | 0                    | 0                    | 0                    | 1        | 0      | 0           | 0          |
| J. García       | 1        | -0   | 0           | 0          | 0            | -0           | 0            | 0            | 0                | -0               | 0                | 0                | 0                    | -0                   | 0                    | 0                    | 1        | -0     | 0           | 0          |
| Gavi            | 1        | 0    | 0           | 0          | 0            | 0            | 0            | 0            | 0                | 0                | 0                | 0                | 0                    | 0                    | 0                    | 0                    | 1        | 0      | 0           | 0          |
| J. Koundé       | 1        | 0    | 0           | 0          | 0            | 0            | 0            | 0            | 0                | 0                | 0                | 0                | 0                    | 0                    | 0                    | 0                    | 1        | 0      | 0           | 0          |
| R. Lewandowski  | 0        | 0    | 0           | 0          | 0            | 0            | 0            | 0            | 0                | 0                | 0                | 0                | 0                    | 0                    | 0                    | 0                    | 0        | 0      | 0           | 0          |
| Fermín          | 1        | 0    | 0           | 0          | 0            | 0            | 0            | 0            | 0                | 0                | 0                | 0                | 0                    | 0                    | 0                    | 0                    | 1        | 0      | 0           | 0          |
| G. Martín       | 0        | 0    | 0           | 0          | 0            | 0            | 0            | 0            | 0                | 0                | 0                | 0                | 0                    | 0                    | 0                    | 0                    | 0        | 0      | 0           | 0          |
| D. Olmo         | 1        | 0    | 0           | 0          | 0            | 0            | 0            | 0            | 0                | 0                | 0                | 0                | 0                    | 0                    | 0                    | 0                    | 1        | 0      | 0           | 0          |
| Pedri           | 1        | 0    | 0           | 0          | 0            | 0            | 0            | 0            | 0                | 0                | 0                | 0                | 0                    | 0                    | 0                    | 0                    | 1        | 0      | 0           | 0          |
| I. Peña         | 0        | -0   | 0           | 0          | 0            | -0           | 0            | 0            | 0                | -0               | 0                | 0                | 0                    | -0                   | 0                    | 0                    | 0        | -0     | 0           | 0          |
| Raphinha        | 1        | 1    | 1           | 0          | 0            | 0            | 0            | 0            | 0                | 0                | 0                | 0                | 0                    | 0                    | 0                    | 0                    | 1        | 1      | 1           | 0          |
| M. Rashford     | 1        | 0    | 0           | 0          | 0            | 0            | 0            | 0            | 0                | 0                | 0                | 0                | 0                    | 0                    | 0                    | 0                    | 1        | 0      | 0           | 0          |
| W. Szczęsny     | 0        | -0   | 0           | 0          | 0            | -0           | 0            | 0            | 0                | -0               | 0                | 0                | 0                    | -0                   | 0                    | 0                    | 0        | -0     | 0           | 0          |
| M.A. ter Stegen | 0        | 0    | 0           | 0          | 0            | 0            | 0            | 0            | 0                | 0                | 0                | 0                | 0                    | 0                    | 0                    | 0                    | 0        | 0      | 0           | 0          |
| J. Torrents     | 1        | 0    | 0           | 0          | 0            | 0            | 0            | 0            | 0                | 0                | 0                | 0                | 0                    | 0                    | 0                    | 0                    | 1        | 0      | 0           | 0          |
| Ferrán Torres   | 1        | 1    | 0           | 0          | 0            | 0            | 0            | 0            | 0                | 0                | 0                | 0                | 0                    | 0                    | 0                    | 0                    | 1        | 1      | 0           | 0          |
| L. Yamal        | 1        | 1    | 0           | 0          | 0            | 0            | 0            | 0            | 0                | 0                | 0                | 0                | 0                    | 0                    | 0                    | 0                    | 1        | 1      | 0           | 0          |